# Suchowolce
Suchowolce – wieś w Polsce położona w województwie podlaskim, w powiecie hajnowskim, w gminie Kleszczele. Leży przy 66.
W latach 1975–1998 miejscowość administracyjnie należała do województwa białostockiego.
W pobliżu wsi czynny prawosławny cmentarz z cerkwią pw. św. Marii Magdaleny (należącą do parafii w Kleszczelach). Zaś wierni kościoła rzymskokatolickiego należą do parafii św. Zygmunta w Kleszczelach.

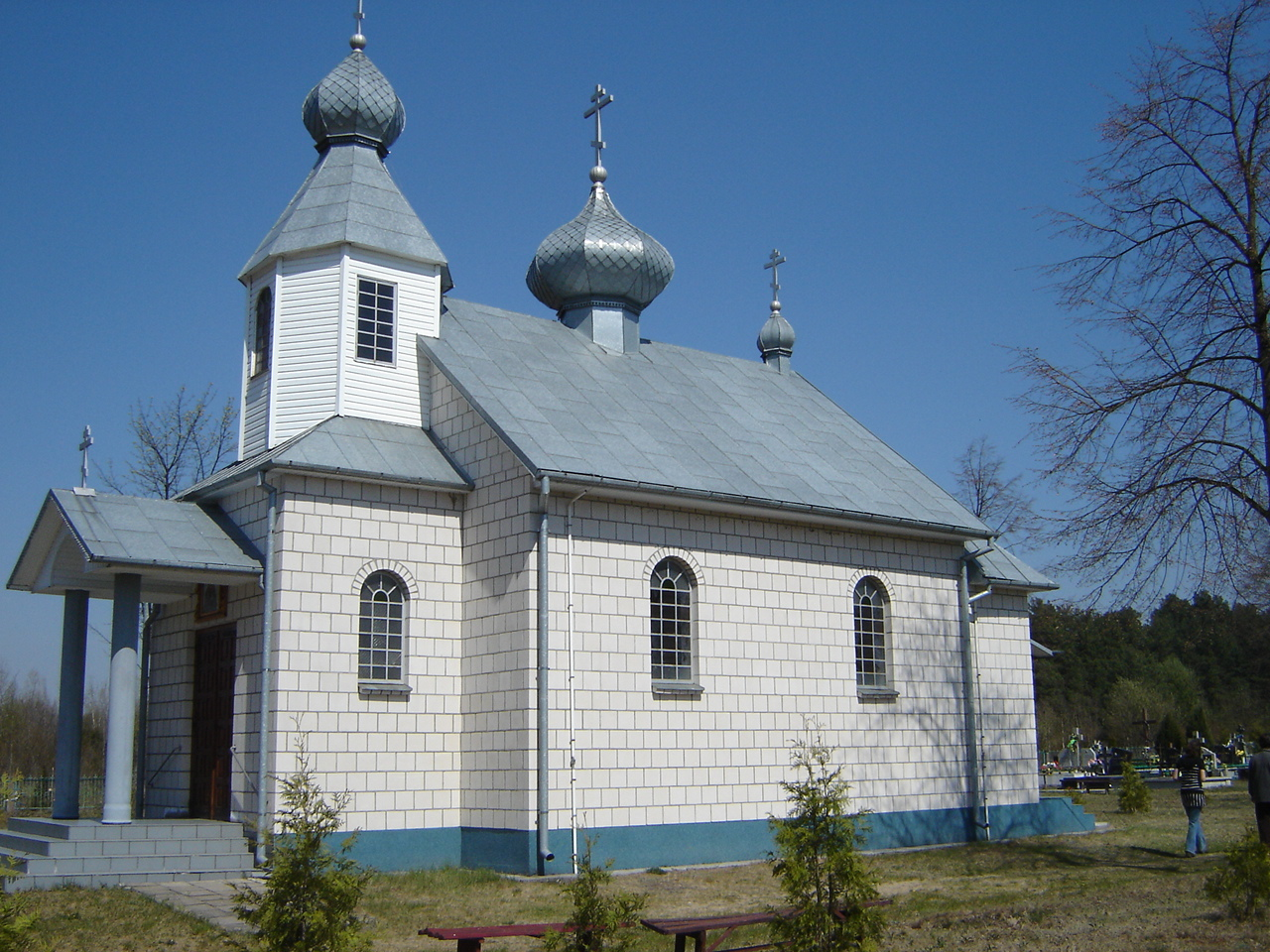
Cerkiew cmentarna pod wezwaniem św. Marii Magdaleny

## Historia
Wieś wzmiankowana w 1568, kiedy to król Zygmunt August, przekazując miasto Kleszczele z przedmieściami w dzierżawę podkomorzemu drohickiemu Stanisławowi Chądzyńskiemu, dołączył do dzierżawy 6 wsi starostwa bielskiego: Żarywiec (Dubicze Cerkiewne, Obychodnik (Grabowiec), Czochy (Czechy Orlańskie), Jelonkę, Suchą Wolę (Suchowolce) i Rudę (Rutkę). Te przyłączone wsie tworzyły wołoszcz kleszczelską.